# Lamponella
Lamponella là một chi nhện trong họ Lamponidae.